# Miguel Ángel Espínola
Miguel Ángel Espínola Jiménez (Guadix, Granada, España, 5 de abril de 1974) es un exfutbolista español que se desempeñaba como defensa.

## Clubes
| Club                       | País   | Año       |
| -------------------------- | ------ | --------- |
| C. D. Manchego             | España | 1997-1998 |
| U. D. Almería              | España | 1998-1999 |
| R. B. Linense              | España | 1999-2000 |
| R. C. Recreativo de Huelva | España | 2000-2003 |
| Algeciras C. F.            | España | 2003-2004 |
| R. B. Linense              | España | 2004-2005 |